# 다면평가제
다면평가제는 어느 개인을 평가할 때 직속 상사 한 사람이 평가하는 것이 아니라, 다수의 평가자가 여러 방면에서 평가하는 것을 말한다.
상사평가ㆍ동료평가ㆍ부하평가ㆍ고객평가ㆍ자기평가 등의 결과를 합산해 인사고과 점수를 산정하는 방식이며 평가 주체가 다양하기 때문에 인사고과에 대한 객관성을 높일 수 있고, 평과결과에 대한 반발의 소지를 줄일 수 있다는 점에서 긍정적 반응을 얻고 있다. 그러나 다면평가의 실시과정에서 공정성과 신뢰성이 저하되는 문제점이 지적되고 있다.
이러한 인사평가 방식은 1940년대 영국의 정보국에서 첩보원을 집단 평가한 데서 유래되었고, 이후 해외의 많은 기업들이 이 방식을 채택하고 있다.
우리나라에는 1990년대부터 대기업을 중심으로 도입되었고 공무원의 경우, 1998년 공무원임용령에 승진심사 때 동료·하급자·민원인 등의 평가를 반영하도록 규정한 조항(35조의 4)을 신설했다. 이에 따라 2007년 5월 교육부는 다면평가제를 도입하는 교육공무원승진규정의 개정을 공포하였고, 시범실시를 거쳐 2008년부터 시행된다. 동료교사 중 3인 이상으로 평가자를 구성하며, 구성 기준과 절차 등에 대해서는 교육감이 정해 실시된다.